# Glenn Taranto
Glenn Taranto (Hackensack, 27 gennaio 1959) è un attore e sceneggiatore statunitense.
Conosciuto per aver interpretato Gomez Addams nella serie televisiva La nuova famiglia Addams (1998-1999).

## Filmografia

### Cinema
- Brusco risveglio (Rude Awakening) (1989)
- Forsaken  (1994)
- Otto teste e una valigia (8 Heads in a Duffel Bag) (1997)
- Tilt (2003)
- A Night at Sophie's (2004)
- Crash - Contatto fisico  (2004) - voce
- The Tao of Pong (2004)
- La casa del diavolo (The Devil's Rejects) (2005)
- George Bush Goes to Heaven  (2006)
- Nella valle di Elah (In the Valley of Elah) (2007)
- Charlie Valentine (2009)
- Stolen - Rapiti (Stolen), regia di Anders Anderson (2009)
- Blindato (Armored) (2009)
- PrimeMates (2010)
- The Next Three Days (2010)

### Televisione
- Una vita da vivere (One Life to Live) - serie TV, 1 episodio (1991)
- Law & Order - I due volti della giustizia (Law & Order) - serie TV, 3 episodi (1992-1993)
- Colombo (Columbo) - serie TV, 1 episodio (1993)
- La signora in giallo (Murder, She Wrote) - serie TV, 2 episodi (1993-1994)
- Il tempo della nostra vita (Days of Our Lives) - soap opera, 11 puntate (1994-2000)
- La nuova famiglia Addams (The New Addams Family) - serie TV, 65 episodi (1998-1999)
- NYPD - New York Police Department (NYPD Blue) - serie TV, 1 episodio (2002)
- Senza traccia (Without a Trace) - serie TV, 1 episodio (2002)
- Streghe (Charmed) - serie TV, 1 episodio (2003)
- Boston Public - serie TV, 1 episodio (2003)
- E.R. - Medici in prima linea (ER) - serie TV, 2 episodi (2002-2006)
- Desperate Housewives - serie TV, 1 episodio (2005)
- Boston Legal - serie TV, 1 episodio (2005)
- CSI: Scena del crimine (CSI: Crime Scene Investigation) - serie TV, 1 episodio (2006)
- Avvocati a New York (Raising the Bar) - serie TV, 1 episodi (2008)
- Private Practice - serie TV, 1 episodio (2009)
- Castle - serie TV, episodio 2x06 (2009)
- CSI: NY - serie TV, 1 episodio (2010)
- Law & Order: Los Angeles - serie TV, 1 episodio (2010)
- The Whole Truth - serie TV, 1 episodio (2011)
- Torchwood - serie TV, 1 episodio (2011)
- NCIS: Los Angeles - serie TV, 1 episodio (2011)
- Common Law - serie TV, 1 episodio (2012)
- Scandal - serie TV, 1 episodio (2012)
- We Are Man - serie TV, 1 episodio (2013)
- NCIS - Unità anticrimine (NCIS) - serie TV, episodio 12x03 (2014)
- Diario di una nerd superstar (Awkward) - serie TV, 1 episodio (2014)
- Riche Rich - serie TV, 1 episodio (2015)
- Agent Carter - serie TV, 1 episodio (2015)

### Sceneggiatore
- Stolen - Rapiti (Stolen), regia di Anders Anderson (2009)

## Doppiatori italiani
Nelle versioni in italiano delle opere in cui ha recitato, Glenn Taranto è stato doppiato da:
- Achille D'Aniello in CSI - Scena del crimine
- Toni Orlandi in CSI: NY
- Wladimiro Grana in Private Practice
- Marco Panzanaro in Scandal
- Stefano Santerini in Castle
- Stefano Mondini in NCIS - Unità anticrimine
- Pieraldo Ferrante in Agent Carter
- Simone Mori in Shameless
- Fabrizio Temperini ne La nuova famiglia Addams

Da doppiatore è stato sostituito da:
- Dario Oppido in Mafia: Definitive Edition